# Międzynarodowa Federacja Una Voce

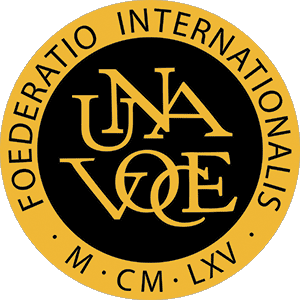

Międzynarodowa Federacja „Una Voce” (ang. International Federation „Una Voce”) – międzynarodowa organizacja katolicka grupująca stowarzyszenia z różnych krajów świata.
Początki organizacji datują się na 1964 r., kiedy pojawiły się pierwsze niepokoje związane z niemal całkowitym wyrugowaniem łaciny i eksperymentami liturgicznymi we mszy świętej. Na początku 1965 r. w Rzymie doszło do spotkania przedstawicieli z 6 krajów europejskich. Ostatecznie organizacja powstała 8 stycznia 1967 r. na zjeździe w Zurychu. Na jej czele stanął Eric de Saventhem. Kolejnymi przewodniczącymi byli od 1992 r. – Michael Davies, od 2004 r. – Ralf Siebenbürger, od 2005 r. – Fredrik Crichton-Stuart, od 2006 r. – Jack Oostveen, zaś od 2007 r. – Leo Darroch. Od 1970 r. corocznie wysyłane były przez organizację prośby w sprawie zachowania Mszy św. Piusa V jako „jednego z rytów uznawanych w życiu liturgicznym Kościoła powszechnego”. Równocześnie proszono, aby zaprzestać prześladowań i dyskryminacji względem kapłanów i świeckich, przywiązanych do tradycyjnej liturgii i nauczania Kościoła. W 1986 r., po spotkaniu E. de Saventhema z papieżem Janem Pawłem II, udało się doprowadzić do powołania specjalnej komisji kardynałów mającej zbadać sytuację związaną z celebracją rytu trydenckiego. W 1996 r. kardynał Joseph Ratzinger w orędziu do Międzynarodowej Federacji „Una Voce” stwierdził, że „odegrała ważną rolę w podtrzymywaniu używania Mszału z 1962 roku w posłuszeństwie względem wskazań Stolicy Świętej. Członkom Federacji wyrażam wdzięczność za tę wartościową służbę i udzielam im błogosławieństwa”.
Celem organizacji jest obrona i propagowanie klasycznego trydenckiego rytu Mszy świętej, chorału gregoriańskiego, świętej polifonii oraz tradycyjnego dziedzictwa katolickiego. Grupuje 30 autonomicznych stowarzyszeń z USA, Australii, Nowej Zelandii, różnych krajów europejskich, południowoamerykańskich, azjatyckich i afrykańskich.  Organizacja jest niezależna od władz watykańskich, ale współpracuje z papieską Komisją Ecclesia Dei. W Polsce działa Stowarzyszenie Una Voce Polonia, które jest członkiem Federacji.